# Anderson Angulo
Anderson Darley Angulo Tenorio (Tumaco, Nariño, Colombia; 1 de julio de 1996) es un futbolista colombiano que juega de defensa en el Deportes Tolima de la Categoría Primera A.

## Trayectoria

### Deportes Tolima
Desde enero del 2020 es jugador del Deportes Tolima, con el equipo pijao a logrado ganar el Torneo Apertura 2021.

## Estadística
- Actualizado de acuerdo al último partido jugado el 19 de junio de 2025.

| Club                 | País     | Año        | Partidos | Goles |
| -------------------- | -------- | ---------- | -------- | ----- |
| Itagüí Leones        | Colombia | 2017       | 33       | 1     |
| Club Llaneros        | Colombia | 2018-2019  | 39       | 2     |
| Atlético Bucaramanga | Colombia | 2019       | 8        | 1     |
| Deportes Tolima      | Colombia | 2020 - Act | 125      | 6     |
| Total                | Total    | Total      | 205      | 10    |

## Palmarés

### Campeonatos nacionales
| Título                | Club            | País     | Torneo         |
| --------------------- | --------------- | -------- | -------------- |
| Categoría Primera A   | Deportes Tolima | Colombia | Apertura 2021  |
| Superliga de Colombia | Deportes Tolima | Colombia | Superliga 2022 |